# 충칭견

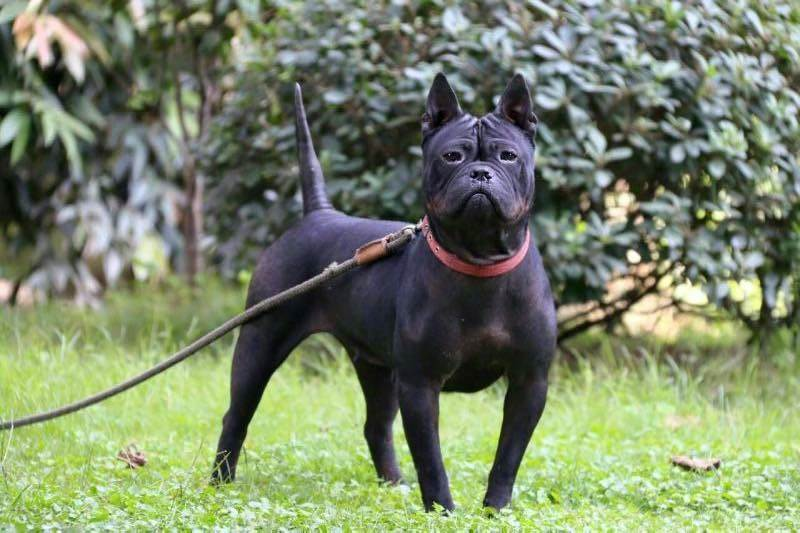

충칭견(중국어: 重庆犬; 병음: Chóngqìng quǎn)은 역사적으로 중화인민공화국 충칭시에서 사냥과 경비에 사용되었던 고대 마스티프 토견(土狗)이다. 오늘날 이 품종은 가족과 집을 지키는 용감하고 강인한 보호자로 높이 평가된다.
이 용어는 촨둥 사냥개를 지칭하는 데에도 사용될 수 있다. 싱가포르에서 발견된다. 두 개 모두 공통의 기초 혈통을 공유하며 토견의 일부이다.

## 설명
중간 크기에 탄탄한 근육질의 몸을 가지고 있다. 꼬리는 짧고 똑바로 세워져 있어야 하며 종종 "대나무 막대"로 묘사된다. 털은 짧고 거칠며 적갈색 또는 검정색이다. 이들은 청록색 혀, 눈에 띄는 스톱 및 사각형 머리를 가지고 있다. 이들의 귀는 자연스럽게 찔려 있고 잘려져 있지 않다.
외향적인 기질, 자신감 있는 태도, 강한 먹이감, 모험과 재미를 사랑하는 강한 성격을 가지고 있다. 일반적으로 아이들을 사랑하며 또한 경계심이 많고 충실한 가족 경비견 역할을 하게 된다. 높은 먹이감과 탁월한 후각 능력을 가지고 있다. 토끼부터 오소리, 여우, 멧돼지, 염소, 사슴, 작은 곰까지 다양한 크기의 먹이를 혼자 또는 무리를 지어 사냥할 수 있다. 최대 15년의 긴 수명을 갖는 경향이 있다.